# Fallen (альбом Burzum)
Fallen — восьмий студійний альбом норвезького блек-метал-гурту Burzum, випущений 7 березня 2011 року.
На обкладинці використано зображення фрагмента картини «Елегія» 1899 року роботи французького художника Адольфа Вільяма Бугро.

## Запис
Альбом Fallen був записаний та змікшований протягом двох тижнів у студії Grieghallen, з використанням бас-гітари Spector та електроніки Alembic, підсилювача VOX AC50 1965 року, барабанної установки Ludwig 1975 року, мікрофона Neumann M149 та стереомікрофонів Schoeps CMTS 501 U для вокалу, OBH Nordica Harmony 6487, та гітари Peavey 23 з підсилювачем Peavey 6505 (120 Watt).

## Музика та слова
На думку Варґа Вікірнеса, «у музичному плані Fallen — це щось середнє між Belus та чимось новим, натхненним більше дебютним альбомом та Det som engang var, ніж Hvis lyset tar oss чи Filosofem. Звучання більше динамічне — ми створювали альбом у дусі класичної музики, і в усіх аспектах я більше експериментував, ніж при створенні Belus. У ліричному плані, цей альбом подібний до дебютного, хіба що Fallen є більш особистим та фокусується на екзистенційних питаннях, хоча міфологічний підтекст, відомий ще з Belus, так само присутній. Я також включив до альбому декілька ембієнтних треків — короткий вступ та затягнуте закінчення».

## Список композицій
Автор музики і слів Варґ Вікернес. 
| #  | Назва                      | Переклад англійською (Варґ Вікернес) | Тривалість |
| -- | -------------------------- | ------------------------------------ | ---------- |
| 1. | «Fra verdenstreet»         | From the World Tree                  | 1:03       |
| 2. | «Jeg faller»               | I Am Falling                         | 7:50       |
| 3. | «Valen»                    | Fallen                               | 9:21       |
| 4. | «Vanvidd»                  | Madness                              | 7:05       |
| 5. | «Enhver til sitt»          | Each Man to His Own                  | 6:16       |
| 6. | «Budstikken»               | The Message                          | 10:09      |
| 7. | «Til Hel og tilbake igjen» | To Hel and Back Again                | 5:57       |

## Виконавці
- Варґ Вікернес — вокал, усі інструменти.